# Никитин, Юрий Александрович (хоккеист)
Юрий Александрович Никитин (род. 1 сентября 1961, Саратов) — советский и российский хоккеист, вратарь. Мастер спорта СССР.

## Биография
Воспитанник «Кристалла» Саратов. Дебютировал за команду в сезоне 1977/78 первой лиги. В конце сезона 1979/80 перешёл в «Динамо» Москва, где играл по несколько матчей в сезоне. В сезоне 1981/82 выступал также за команду первой лиги «Динамо» Минск. Играл за «Торпедо» Горький (1987/88), «Торпедо» / «Ладу» Тольятти (1987/88 — 1988/89), «Кристалл» Саратов (1988/89 — 1989/90), «Металлург» Череповец (1989/90 — 1993/94).
Победитель молодёжного чемпионата мира 1980 года, бронзовый призёр молодёжного чемпионата мира 1981 года.
Победитель зимней Универсиады 1985, серебряный призёр зимней Универсиады 1987.